# Oecleopsis artemisiae
Oecleopsis artemisiae är en insektsart som först beskrevs av Matsumura 1914.  Oecleopsis artemisiae ingår i släktet Oecleopsis och familjen kilstritar. Inga underarter finns listade i Catalogue of Life.